# Nördliches Niederdeutsch
Nördliches Niederdeutsch oder Nordniederdeutsch ist eine Gruppe von Dialekten des Niederdeutschen.
Plautdietsch gehört nach der Herkunft, aber nicht der ganzen aktuellen wissenschaftlichen Literatur zum nördlichen Niederdeutschen.
Dem Nordniederdeutschen steht das Südliche Niederdeutsche oder Südniederdeutsche gegenüber.
Das traditionelle Verbreitungsgebiet des Nordniederdeutschen ist in Deutschland die Nordhälfte Niedersachsens, Bremen, Hamburg, Schleswig-Holstein, Mecklenburg-Vorpommern sowie die brandenburgischen Prignitz gesprochen, in den Niederlanden Groningen gesprochen.
Das Konzept des Ostniederdeutschen und Westniederdeutschen ist in dialektologischer Hinsicht nicht aufrechtzuerhalten.

## Altniederdeutsch und mittelniederdeutsch

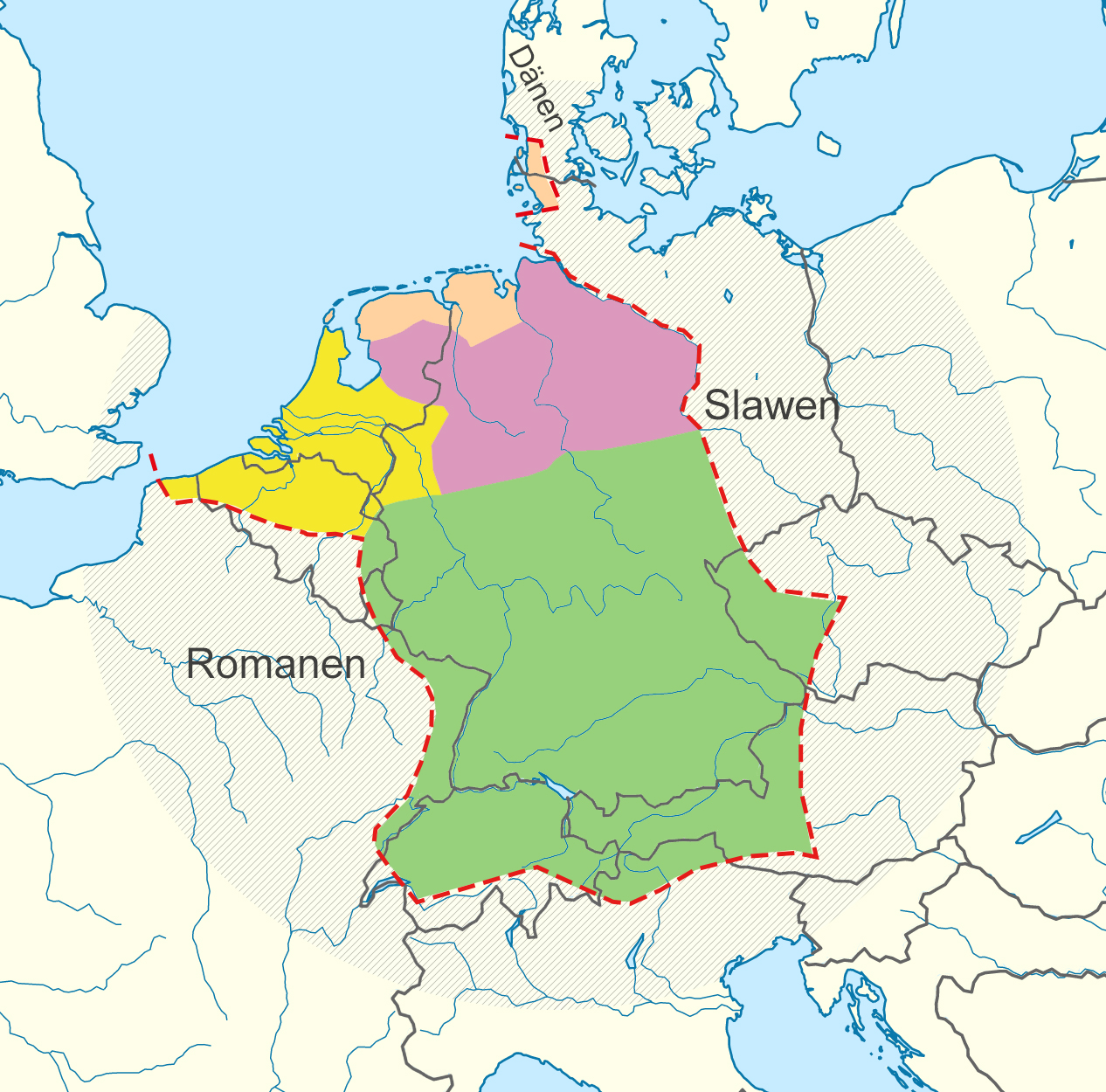
Altniederländische, altsächsische, altfriesische und althochdeutsche Sprache

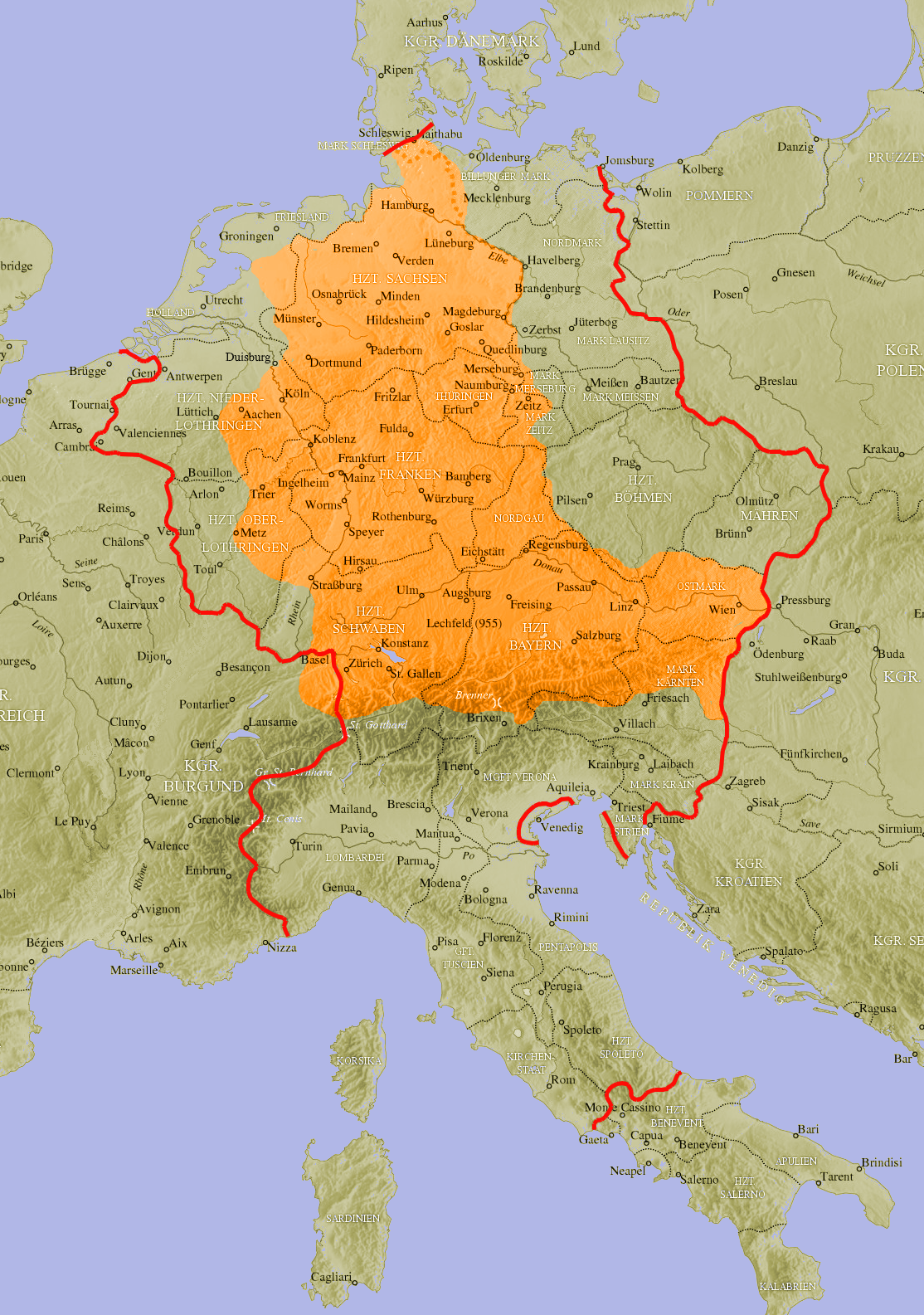
Deutsches Sprachgebiet um 962 (in Orange)

Alle niederdeutschen Dialekte gehen direkt auf das Mittelniederdeutsche und Altsächsische zurück.
Die niederdeutschen Dialekte sind stark vom Hochdeutschen beeinflusst.
Niederdeutsch und die friesischen Sprachen sind, wie das Angelsächsische, möglicherweise nordseegermanischen (ingwäischen) Ursprungs. Dies zeigt sich in einer idiosynkratischen Grammatik und einem eigenen Sonderwortschatz. Obwohl das Niederdeutsche vom Altfränkischen durchdrungen ist, unterscheidet es sich jedoch immer noch grundlegend von den niederfränkischen Dialekten, einschließlich der Aussprache. Ein Teil des typisch ingväonischen Wortschatzes fand auch Eingang in das Mittelniederdeutsche und ist bis heute im Niederländischen erhalten geblieben.
In der Hanseregion war das Mittelniederdeutsche die bevorzugte Schriftsprache, auch für diplomatische und juristische Dokumente. Es gab keine feste Zuordnung für den u-Laut (konnte v oder u sein), Wörter wurden in ein und demselben Dokument unterschiedlich geschrieben.
Diese „Normen“ aus dem Mittelalter sind nicht mit der heutigen Standardisierung zu vergleichen, denn es handelt sich eher um gewisse Tendenzen zu einem überregionalen Ausgleich, z. B. im Mittelhochdeutschen um 1200 auf der Basis des Schwäbischen oder im Nordniederdeutschen auf der Basis des Lübecker Dialekts.
Das Mittelniederdeutsche wurde bis zu einem gewissen Grad, auch in Bezug auf die Grammatik, auf der Grundlage des Lübecker Niederdeutsch vereinheitlicht.
Das Problem der früheren Untersuchungen ist, dass sie einfach den Sprachgebrauch der Hanse als Grundlage für die Untersuchung des Mittelniederdeutschen genommen haben (weil die Hanse einen regen Schriftverkehr pflegte). Die Untersuchungen haben gezeigt, dass es keine Lübecker Norm gab (auch wenn dies in der älteren Literatur immer wieder behauptet wird).

## Neuzeitliche Geschichte

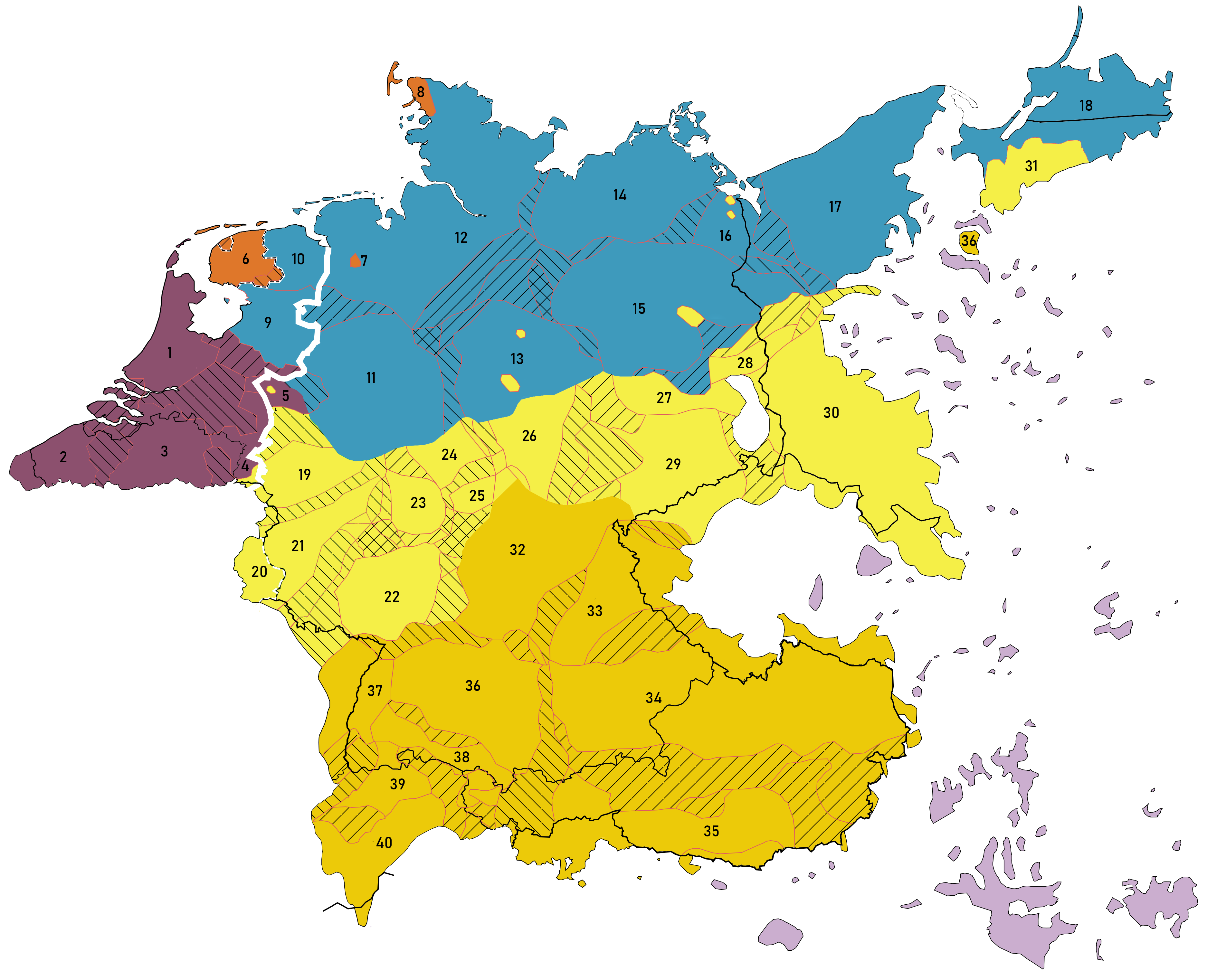
Westgermanische Dialekte in Europa 1900

So spricht heute einerseits jede Person, die in Norddeutschland aufwächst, Standardhochdeutsch, andererseits gibt es aber auch heute noch im mehr oder weniger gesamten niederdeutschen Sprachgebiet solche Personen, die Niederdeutsch als Regional-/Minderheitensprache sprechen, je nach Region zwischen <1 % und bis zu 25 % (Schleswig-Holstein) oder noch mehr (Ostfriesland möglicherweise). Letztendlich gibt es die Dialekte, wie sie auf den gängigen Sprachkarten dargestellt werden, nicht mehr. Sämtliche Karten der deutschen und niederländischen Dialekte sind als historisch zu verstehen.
Deutsch in Deutschland ist fast überall nicht mehr die Dialekte, sondern regional gefärbte Varianten.
Bis ins 20. Jahrhundert gab es ein geschlossenes nordniederdeutsches Sprachgebiet von den Niederlanden bis weit in den Osten Mecklenburgs und von Westfalen bis Schleswig. Es gab grenzüberschreitende Schriftsprachen einschließlich des Niederländischen. Im nördliches Niederdeutsch sprechenden Teil der Niederlande wird nur die niederländische Sprache als Kultursprache verwendet.
Die gegenseitige Verständlichkeit ist auch zwischen benachbarten Dialekten, selbst wenn sie auf derselben Seite der Benrather Linie liegen, nicht gewährleistet.
Die nieder- und mitteldeutschen Dialekte sind in Deutschland und den Niederlanden in erheblichem Umfang an politischen Grenzen festzumachen, auch wenn sie früher nahtlos ineinander übergingen.
„Mittelniederländisch“ und „Mittelniederdeutsch“ sind sprachliche und literarische Begriffe.
Schließlich wurde die Sprachgeschichte in zwei verschiedenen Sprachräumen getrennt erforscht, die Niederländer beschäftigten sich vor allem mit Quellen aus ihrem Herrschaftsgebiet und die meisten deutschen Sprachwissenschaftler hatten keinen Bezug zum Niederfränkischen. Im Laufe ihrer Entwicklung wurde die Schriftsprache immer wieder an die Aussprache angepasst. In den meisten niederländischen Dialekten wurde zum Beispiel das niederdeutsche al wie das deutsche au ausgesprochen, weshalb es zu einer schriftlichen Anpassung kam (halden – houden).
Die Grenze zwischen der niederfränkischen und der niedersächsischen Dialektgruppe verläuft in den Niederlanden von der Grenze bei Isselburg (wo sie die deutsch-niederländische Staatsgrenze schneidet) in nordnordwestlicher Richtung zum Ostufer des IJsselmeers bei Kampen und in westnordwestlicher Richtung in die Nähe von Hilversum, so dass sie südlich des IJsselmeers verläuft.
Die Grenze zwischen der niederfränkischen und der nordniederdeutschen Dialektgruppe verläuft in den Niederlanden von Isselburg (wo sie die deutsch-niederländische Staatsgrenze schneidet) in nordnordwestliche Richtung zum Ostufer des Ijsselmeeres bei Kampen in westnordwestliche Richtung auf Hilversum zu, so dass sie südlich des Ijsselmeeres verbleibt.

## Niederlande
Niedersächsisch (Niederlande) (eine der Eigenbezeichnungen Nederlaands-Nedersaksisch) ist der in den Niederlanden gesprochene Teil des Nördlichen Niederdeutschen. Er wird in den nordöstlichen Teilen der Niederlande gesprochen und mit den Dialekten im westlichen Norddeutschland auch als eigenständige niedersächsische Sprache betrachtet. Es handelt sich möglicherweise nicht um eine Dialektklassifizierung, sondern nur um einen Begriff, der alle Varianten des Niedersächsischen in den Niederlanden umfasst. Der Begriff Niederländisch in Niederländisch-Niedersächsisch stuft die niedersächsischen Varianten nicht als Teil des Niederländischen ein, sondern gibt an, dass diese Varianten in den Niederlanden gesprochen werden.
Niederländisch-Niedersächsisch schließt Dialekte, die oft als westfälisch angesehen werden, und Dialekte, die oft als nordniedersächsische Varietäten (letztere mit Einflüssen der westfriesischen sowie ostfriesischen Sprache) angesehen werden, ein. Sie sind in die niederländische Sprache integriert und wurden im Laufe der Zeit vom Standardniederländischen und unter anderem nicht standardisierten holländischen Varietäten beeinflusst. Die benachbarten niedersächsischen Varietäten in Deutschland wurden vom Standarddeutschen beeinflusst oder vollständig ersetzt.
Es gibt für folgende Unterteilung des Niedersächsischen der Niederlande je einen eigenen ISO-Code: Achterhoeks, Drents, Groningsch, Sallands, Stellingwerfs, Twents und Veluws.
Die regionalen Sprachvarianten, insbesondere die Umgangssprache der niederländischen Städte, haben sich auf die geschriebene Alltags- und Mediensprache ausgewirkt (einige Redewendungen, Idiome, Abkürzungen, Dialektbegriffe, Slang). Die Umgangssprache, die in den Niederlanden gesprochen wird, ist viel mehr Regiolekt als in Deutschland. Ein gewisses Maß an Willkür und Subjektivität ist bei der Festlegung von Dialektgrenzen und -gruppierungen zwischen Deutsch und Niederländisch unvermeidlich. Zumindest bei schriftlichen Texten bleibt ein gewisses Maß an gegenseitiger Verständlichkeit erhalten. Auch hier wird oft Regel eine Isoglosse als Sprachgrenze verwendet, die die Verbreitung des niederdeutschen Einheitsplurals auf -(e)t begrenzt. Durch den Einfluss der beiden Standardsprachen auf die Dialekte hat sich die Staatsgrenze vor dem 20. Jahrhundert jedoch zu einer Dialektgrenze entwickelt.
Groningsch (echtes Gronings, nicht Gronings Tussentaal, ein Regiolekt oder Gronings Nederlands, eine standardnahe Varietät) liegt unter anderem wegen der standardniederländischen Einflüsse auf näher an Dialekten, die möglicherweise Teil des Westniederdeutschen in den Niederlanden sind, als am ostfriesischen Niederdeutsch.
Es handelt sich bei anderen Dialekten in den Niederlanden nicht immer um Dialekte der niederländischen Sprache, aber sie zeichnen sich hauptsächlich durch ihre Ähnlichkeit aus und werden in den meisten Fällen lediglich auf niederländischem Gebiet gesprochen.
Das Niederfränkische hat Formen, die mit dem Infinitiv übereinstimmen („hij kijkt“ oder „he kiekt“). Diese Isoglosse verläuft auch ungefähr entlang der IJssel. Wenn Veluws (das -en Plural hat) historisch einen Einheitsplural hatte, wäre das ein niedersächsisches Merkmal. Allerdings wird West-Veluws (das den -en Plural hat und eine Übereinstimmung zwischen der 3. Person und dem Infinitiv aufweist) auch oft zum Niedersächsischen gezählt. Dies geschieht dann aufgrund eines Isoglossenbündels, das u. a. die Isoglosse kiekt/kijkt enthält. Dieses Isoglossienbündel, das in der Eem-Mündung endet, ist zweifellos eine sehr wichtige Grenze. Die westlichen Dialekte werden ohne großen Zweifel als niederländisch eingestuft. Das West-Veluws zeichnet sich durch das Fehlen zahlreicher niederländischer Marker aus und weist einige deutliche niedersächsische Merkmale auf. Nach Osten hin sind die Hollandismen stark reduziert. Die Saxonismen werden jedoch erst ab der IJssel-Linie so deutlich, dass man die Dialekte mit einiger Sicherheit als niedersächsisch einstufen kann. Linguistisch gesehen ist die West-Veluwe etwas fragwürdig. West-Veluws hat historisch gesehen einen einheitlichen Plural. Die 2. Person Singular ist „jie maken“ (du machst), während das niederländische Äquivalent „jij maakt“ ist.
Da diese Form den ursprünglichen Plural der 2. Person darstellt, gab es im Veluws „wi maken“, „ji maken“, „ze maken“. Mit anderen Worten: der niedersächsische Einheitsplural, in der Form, die typischerweise in kolonisierten Gebieten auf -en vorkommt und die auch dort zu finden ist, wo Sachsen die Sprache der Slawen, Jüten oder Friesen überlagert haben. Ob der -en Plural in Teilen Hessens auf einer sächsischen Überlagerung der zuvor dort ansässigen Franken oder auf einer jüngeren Neuerung beruht, ist unklar.
Auch hier wird in der Regel eine Isoglosse als Sprachgrenze verwendet, der die Verbreitung des niedersächsischen unitären Plurals auf -(e)t begrenzt. Es ist eine von mehreren Möglichkeiten, eine Grenze zwischen dem Nordniederdeutschen und dem Niederfränkischen zu ziehen. Wenn das Veluwische (mit -en Plural) historisch einen Einheitsplural hätte, wäre das ein niedersächsisches Kennzeichen. Dies geschieht dann aufgrund eines Isoglossenbündels, das an der Eem-Mündung endet, ist zweifellos eine sehr wichtige Grenze. Es umfasst unter anderem die Isoglossen kiekt/kijkt. Die westlichen Dialekte können ohne großen Zweifel dem Mittelniederländischen zugeordnet werden. Nach Osten hin sind die Hollandismen stark reduziert. Die meisten Dialekte westlich der IJssel sind nicht im Niederdeutschen enthalten (ungenau mit „Nedersaksisch“ übersetzt). Heute ist diese Einheitsplurallinie jedoch so weit abgeschwächt, dass die meisten Dialekte westlich der IJssel nicht dem Niedersächsischen („Nedersaksisch“) zugerechnet werden. Die Sächsismen werden jedoch erst an der IJssel-Linie so deutlich, dass man die Dialekte als niedersächsisch einstufen kann. West-Veluws hat historisch gesehen einen einheitlichen Plural. Die 2. Person Singular ist jie maken (wo im Niederländischen jij maakt steht). Da diese Form den ursprünglichen Plural der 2. Person darstellt, hatten die Veluws wi maken, ji maken, ze maken. Mit anderen Worten, der niedersächsische Einheitsplural, in der Form, die typischerweise in kolonisierten Gebieten auf -en vorkommt und die auch dort zu finden ist, wo die Sachsen die Sprache der Slawen, Jüten oder Friesen überlagert haben. Da diese Form den ursprünglichen Plural der 2. Person darstellt, hatten die Veluws wi maken, ji maken, ze maken. Mit anderen Worten, der niedersächsische Einheitsplural, in der Form, die typischerweise in kolonisierten Gebieten auf -en vorkommt und die auch dort zu finden ist, wo Sachsen die Sprache der Slawen, Jüten oder Friesen überlagert haben. Ob der -en Plural in Teilen des niederdeutschen Hessens auf sächsischer Überlagerung von zuvor dort ansässigen Franken oder auf einer jüngeren Innovation beruht, ist unklar.
Die scharfe Trennung zwischen Niederländisch und Niederdeutsch ist keine „Errungenschaft“ des 20. Jahrhunderts. Bevor sich die (hoch-)deutsche Sprache im ganzen Norden ausbreitete, entstand weit über die Dialektgrenzen hinaus eine sprachliche Kluft. Da die niederdeutsche Kultursprache nirgendwo mehr verwendet wurde und echtes Niederdeutsch immer weniger gesprochen wird, entstand neben der Staatsgrenze auch eine Sprachgrenze. Tatsächlich war die Ostgrenze des Niederländischen in den Niederlanden auch weniger willkürlich als die Südgrenze. Die sumpfigen, dünn besiedelten Gebiete, wie der Hondsrug in Drente, hatten schon immer als natürliche Grenze gedient. Auch die politische Entwicklung im Mittelalter hatte dazu geführt, dass sich die östlichen Landschaften mehr nach Westen als nach Deutschland orientierten. Während des Bestehens der Republik der Vereinigten Niederlande hat sich dieser Prozess mit besonderer Kraft fortgesetzt. Gerade unter der Vorherrschaft der Grafschaft Holland wurden die östlichen Regionen schnell und stark integriert. Sie waren verkehrstechnisch enger an den Westen angebunden und wirtschaftlich oft von Waren abhängig, die über holländische Häfen importiert wurden. Kulturell standen sie unter einem permanenten holländischen Einfluss, der die niedersächsischen Dialekte zugunsten der niederländischen Sprache zurückdrängte und durch die weit verbreitete reformierte Kirchenorganisation stetig an Boden gewann. Der holländische Einfluss reichte sogar weit über die deutschen Grenzen hinaus. Vor allem in Ostfriesland, in der Grafschaft Bentheim und in den Vereinigten Herzogtümern Jülich-Kleve-Berg wurde Niederländisch zur Schriftsprache und Lingua franca der reformierten Kirche und der Oberschicht, um dann im 18. Jahrhundert langsam aber sicher wieder an Boden zu verlieren. Es gab wenig oder keinen politischen oder kulturellen Gegendruck aus den deutschen Staaten. Holland war ein eigenständiges Sprachzentrum und wurde eingeschränkt von niederdeutschen Sprachen (nicht genau mit der Menge der norddeutschen Dialekte gleichsetzbar) beeinflusst.
Schrift- und Amtssprache entwickelten sich aus den heterogenen westgermanischen Dialekten. Die moderne deutsche Sprache ist aus den hochdeutschen (mittel- und oberdeutschen) Dialekten entstanden, nicht aber die moderne niederländische Sprache aus dem Niederdeutschen. Das moderne Niederländisch entwickelte sich aus dem Mittelniederländischen, das mit dem Mittelniederdeutschen verwandt war. Diese Unterschiede finden sich in den Seebüchern (nautische Hilfsmittel in Nordeuropa) der damaligen Zeit wieder, und niederländische Bücher wurden sogar ins Niederdeutsche übersetzt. Sie bezieht sich jedoch auf die Gebiete von Ost- und West-Veluws, die jetzt als Teil des Niedersächsischen und nicht des Niederfränkischen angesehen werden. Diese Gebiete liegen westlich der Einheitsplurallinie. Das „Fränkische“ des merowingischen Frankens hatte zeitweise sogar Friesland erreicht.
Dass das Ostfriesische auch viele niederfränkische (in den meisten Fällen niederländische) Ausdrücke übernommen hat, ist darauf zurückzuführen, dass das Niederländische („Nederduitsch“) in den Niederlanden lange Zeit als schriftliche Variante der gesprochenen Dialekte fungierte und auf diese einwirkte. Durch die Grenzlage war das Gebiet stark auf die Niederlande ausgerichtet, Ostfriesen studierten in den holländischen Städten und niederländische Ärzte, Pfarrer und Lehrer ließen sich in dem Gebiet nieder. Zu dieser Zeit gab es noch keine Abgrenzung zwischen dem Niederdeutschen der Niederlande und den Sprachvarianten in Deutschland.
Auch die niedersächsischen Dialekte, die geografisch nicht weit von den niederfränkischen Dialekten entfernt sind, sind schon früh der Schriftsprache gewichen. Wesentliches Unterscheidungsmerkmal der beiden „Dialektlandschaften“ war die recht unterschiedliche Aussprache (im Niederfränkischen: l-Dehnung, g/ch-Auflösung, Vokalendung). Sie hat aber kaum zur Entstehung der modernen Standardsprache beigetragen. Das moderne Niederländisch hat sich aus der gehobenen Stadtsprache Hollands entwickelt, mit wichtigen Einflüssen aus Brabant. Der größte Anteil entfällt auf das Holländische und das Brabanterische. Die nordöstlichen (niedersächsischen) Dialekte und die westfriesische Sprache haben einen geringeren Anteil.
ui/uy ist die niederfränkische, diphthongierte Ausspracheform (irgendwo zwischen „äui“ und „öi“), y (=ü) die niedersächsische. Da das Niedersächsische durchweg Monophthonge verwendet, z. B.: huus, tied anstelle von huis und tijd, ist eine Sprachgrenze markiert, nicht nur eine phonetische Abweichung zwischen Dialekten. Die Diphthongierung ist eine Besonderheit bestimmter brabantischer und holländischer Dialekte und der modernen Standardsprache. Die Diphthongierung ist somit ein Zeichen dafür, dass diese Dialekte einen entscheidenden Einfluss auf die moderne niederländische Standardsprache gehabt haben. So huis (mit dem brabantisch-holländischen öj, [œɪ]) anstelle des mittelniederländischen huus (mit ü, [yː]). Parallel dazu „tijd“ (mit dem brabantisch-holländischen äj, [ɛɪ]) anstelle von „gebunden“. Vor allem die (meist niederfränkischen) Dialekte der Niederlande wurden im Laufe der Jahrhunderte so stark von der Schriftsprache beeinflusst, dass die Kluft zwischen der Schriftsprache und den lokalen Dialekten („streektalen“) immer geringer wird, darunter auch Randdialekte wie das Limburgische, das als eigenständige Sprache bezeichnet wird – aber auch hier ist der Sog der Schriftsprache erheblich.
Wie die Sprachgeschichte bereits gezeigt hat, ist die historische niederländische Sprache („Nederduitsche Taal“) nicht mit den Dialekten der Randstad gleichzusetzen und gehörte auch nicht zum Mittelniederdeutschen. Die Frage der Abstammung ändert nichts an der Tatsache, dass das Niederländische neben „Nederlands“ auch „Duits“ und „Nederduits“ genannt wurde. Aber die Niederlandistik und die Niederländer verwenden den Begriff Nederduits schon seit Jahrzehnten in einer eingeschränkten (genaueren) Bedeutung: „Nederduits“ ist im modernen Sprachgebrauch die Sprache Norddeutschlands (und des Nordostens der Niederlande).

## Unterteilung

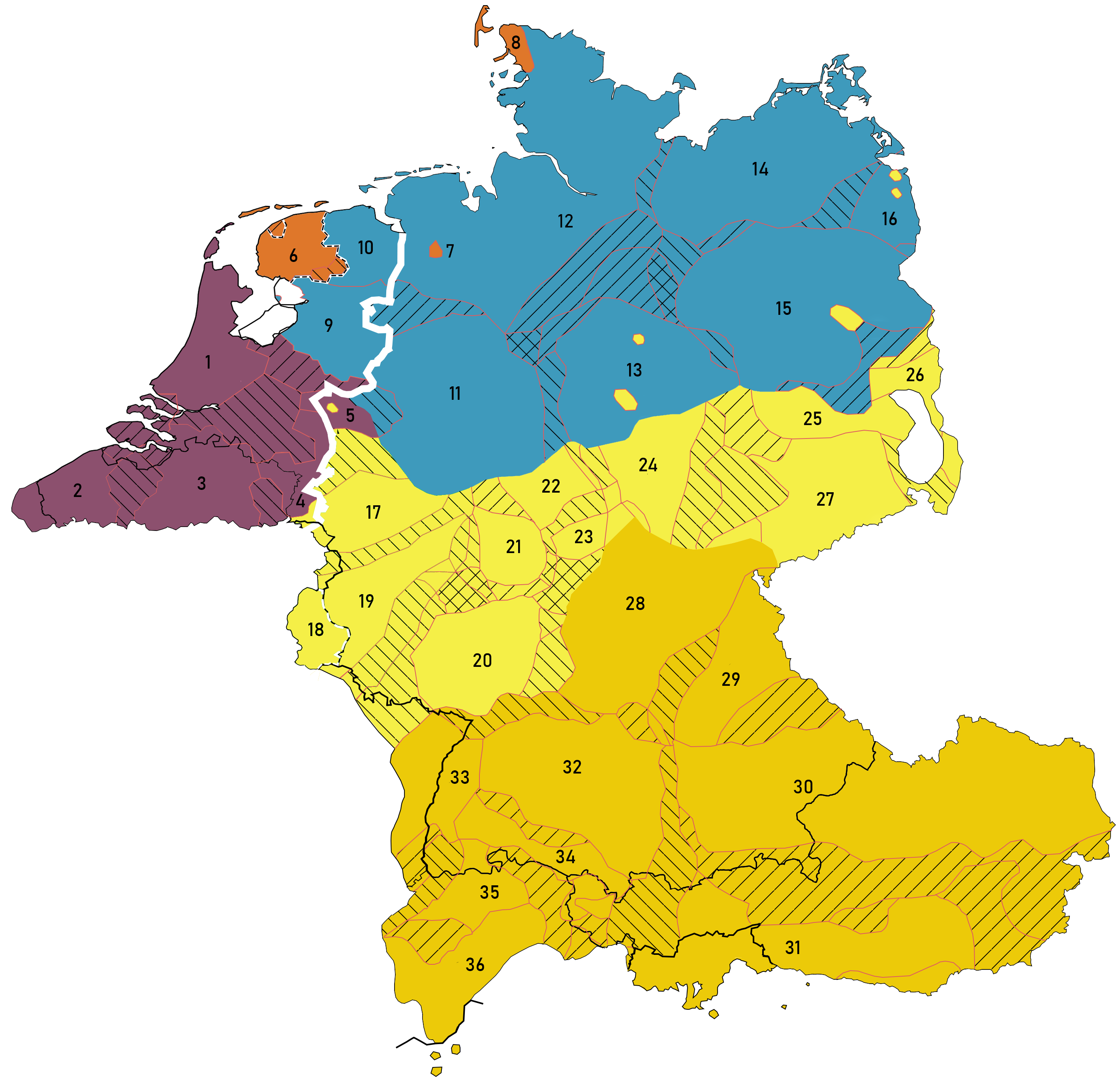
Westgermanische Dialekte in Europa

Unterteilungen sind Westniederdeutsch, Nordniederdeutsch, Nordostniederdeutsch, Brandenburgisch, Ostpommersch, Niederpreußisch und die niedersächsischen Dialekte der Niederlande.

### Westniederdeutsch
Seine Varietäten in Deutschland grenzen an das Nordniedersächsische, Niederfränkische, Westfälische und Ostfälische. Es wird in Deutschland bis etwa zum Ruhrgebiet gesprochen. Westniederdeutsch ist ziemlich untypisch für Dialekte in Deutschland im Allgemeinen. Es hat Kontakt mit der niederländischen Sprache.
Die meisten Menschen im Gebiet des Westniederdeutschen sprechen diese Varietät nicht. Außerdem stellt sich die Frage, ob ein westfälischer Dialekt alle typischen Merkmale braucht, um westfälisch zu sein, oder nur einige davon.
Westniederdeutsch wird unterteilt in
- Südoldenburgisch
- Emsländisch
- Münsterländisch
- Westmünsterländisch
- Grafschafter Platt (der Grafschaft Bentheim)

### Nordniederdeutsch (Nordniedersächsisch)
Das Nordniederdeutsche wird unterteilt in Schleswigsch, Holsteinisch, Dithmarscher Platt, Oldenburger Platt (Oldenburgisch), Ostfriesisches Platt (Ostfriesisch) und Nordhannoversch. In Hamburg werden die sich deutlich unterscheidenden Varietäten Geest-Platt und Marsch-Platt gesprochen. Ersteres ist Teil der räumlich ausgedehnten Gruppierung Holsteinisch und letzteres Teil der räumlich ausgedehnten Gruppierung Nordhannoversch. Nordhannoversch wird von Hamburg bis Nordrhein-Westfalen gesprochen.

### Nordostniederdeutsch
Nordostniederdeutsch umfasst Mecklenburgisch-Vorpommersch und Mittelpommersch.

### Niederpreußisch
Niederpreußisch ist eine Dialektgruppe, die in Ostpreußen und Westpreußen im früher deutschen Teil des heutigen Polen und Russland gesprochen wurde. Es ist heutzutage im Wesentlichen in der von manchen Wissenschaftlern nicht hierzu gerechneten Varietät Plautdietsch vorhanden. Diese wird in erster Linie von Freikirchenmitgliedern, oftmals Mennoniten, deren Vorfahren in der Ukraine lebten, gesprochen.
- Elbingisch, Höhenmundart, Höhenplatt, Mundart der Elbinger Höhe[9] um Elbing (Elbląg)
- Dialekt des Weichselgebietes, Weichselmundart oder Weichselplatt[9] um Danzig (Gdańsk)
- Werdersch (Mundart der Weichselwerder, Werdermundart, Werderplatt[9][10] oder Werder(i)sch)
- Nehrungsmundart (Nehrungisch, Nehrungsplatt[9][10]), auf der Danziger und Frischen Nehrung von Narmeln (als östlichen Ort) bis zum Dorf Krakau (ohne Heubude-Danzig und Neutief)
- Kürzungsgebietsmundart (Mundart des Kürzungsgebiet(e)s), um Braunsberg (Braniewo) und Frauenburg
- Westkäslausch, um Mehlsack (Pieniężno)
- Ostkäslausch, um Rößel (Reszel)
- Natangisch oder Natangisch-Bartisch, um Bartenstein (Bartoszyce)
- Samländisch um Pillau (Baltiysk), Königsberg (Kaliningrad), auch gegen Labiau (Polessk) und gegen Wehlau (Snamensk)
  - Westsamländisch, auch in Neutief
  - Ostsamländisch
- Mundart des Ostgebiet(e)s, um Insterburg (Chernyakhovsk), Memel (Klaipėda), Węgorzewo und Tilsit (Sowetsk)

Die Grenze des Nehrungischen mit dem verwandten Samländischen, die schärfste Mundartgrenze innerhalb des Niederpreußischen, lief zwischen Narmeln und Neutief.

#### Plautdietsch
Mennoniten siedelten im 16. Jahrhundert in West- und Ostpreußen und übernahmen den jeweiligen lokalen niederpreußischen Dialekt der Zeit.
In der Ukraine wurde Plautdietsch im Wesentlichen in den Varianten Chortitza-Plautdietsch und Molotschna-Plautdietsch der gleichnamigen Mennonitensiedlungen gesprochen. Zu den Unterscheidungsmerkmalen der beiden Varianten gehören:
| Merkmal                              | Chortitza-Plautdietsch | Molotschna-Plautdietsch | Beispiel             |
| ------------------------------------ | ---------------------- | ----------------------- | -------------------- |
| geschlossener gerundeter Vokal       | [y]                    | [ʉ]                     | Hüt / Hut (Haut)     |
|                                      | [ɛɪv]                  | [au]                    | bleiw / blau (blau)  |
| Diphthong <oa>                       | [ɛɐ]                   | [ɔɐ]                    | Doag (Tage)          |
| Palatale Plosive                     | <kj>/<gj>              | <tj>/<dj>               | Kjint / Tjint (Kind) |
| verbale Infinitive und Pluralsuffixe | -n̩                     | -ə                      | äten / äte (essen)   |

Der damals im Werder gesprochene Dialekt ist dem Dialekt von Molotschna sehr ähnlich.
Mennoniten der Kleinen Gemeinde gibt es unter anderem in Belize und Tamaulipas.
Im 20. Jahrhundert kamen kanadische Molotschna-Mennoniten nach Mexiko und gründeten die Jagüeyes-Kolonien.
Viele der Freikirchler, die vor 1970 aus der Sowjetunion nach Deutschland kamen, ließen sich in den folgenden Orten nieder: Lage, Bielefeld, Espelkamp und Neuwied.
Heute sprechen viele jüngere Mennoniten mit Wurzeln in der Ukraine beispielsweise in Kanada und den Vereinigten Staaten nur Englisch. Homer Groening zum Beispiel – der Vater von Matt Groening (dem Schöpfer der Simpsons) – sprach als Kind in einer mennonitischen Gemeinde in Saskatchewan in den 1920er Jahren Plautdietsch, aber Matt hat die Sprache nie gelernt.

### Brandenburgisch (Märkisch)
Das Brandenburgische weist die gleiche Größenordnung von Merkmalen des Nordniederdeutschen und des Südniederdeutschen auf.
Märkisch wurde im größten Teil Brandenburgs und in Teilen Sachsen-Anhalts gesprochen. Es grenzt an das Nordobersächsische, das einen schmalen Streifen zwischen Märkisch und Obersächsisch bildet, und an das Südmärkische, das einen Streifen zwischen dem Märkischen und Schlesischen bildete. Diese Einteilung beruht auf einer strukturalistischen Interpretation der Vokalsysteme (nicht nur einzelner Laute oder anderer Einzelphänomene). Südbrandenburgisch (auch Südmärkisch genannt) ist Mitteldeutsch. Es ist durchaus plausibel, die beiden Dialekte als märkisch zu verstehen. Genauso plausibel ist es, nur die niederdeutschen Dialekte als märkisch zu betrachten. Die genannten niederdeutschen Dialekte sind Teile von ostniederdeutschen und mitteldeutschen Dialekten auf einem möglicherweise nicht überall vorhandenen ostniederdeutsche Substrat. hat das genannte Gebiet weitgehend, allerdings ohne den Spree-Neiße-Kreis um Cottbus als Teil des dortigen Niederdeutschen, das Brandenburgisch genannt wird. Das Mittelpommersche unterscheidet sich wenig vom Dialekt der nördlichen Uckermark (eindeutig nordmärkisch), aber sehr stark vom Mecklenburgisch-Vorpommerschen (z. B. in der Diphthongierung: „Koh“ ist nordmärkisch und mittelpommersch „Kuh“ anstelle von mecklenburgisch-vorpommersch „Kauh“). Wenn man Mittelpommersch sprachlich definiert (dat vs. det), verläuft die Grenze weit südlich der Nordgrenze Brandenburgs, siehe. Strittig ist weniger, ob das Mittelpommersche Teil des Märkischen ist oder nicht (sprachlich ist es das), sondern ob es eine Form des Nordmärkischen oder ein eigenständiger märkischer Dialekt ist. Pommersch bezeichnet keine Dialektgruppe, sondern ein geographisches Gebiet, Brandenburgisch ist eine weitere Bezeichnung des Märkischen.
Sprachlich spalteten sich die pommerschen Dialekte geographisch in drei unabhängige Gruppen auf, ebenso wie das Märkische geographisch in zwei. Märkisch hingegen bezeichnet eine sprachlich klar abgegrenzte Dialektgruppe (aufgrund der fehlenden Diphthongierung), die eine der beiden brandenburgischen und eine der drei pommerschen Dialektgruppen ist. Bei diesen Einteilungen handelte es sich um die historischen Siedlungsgebiete der deutschsprachigen Siedler aus Brandenburg. Die Neumark reichte weit in das Gebiet hinein, wurde aber später verwaltungstechnisch der Provinz Pommern zugeordnet. Das Pommersche Wörterbuch wurde im Vorkriegszustand der 1930er Jahre für diese Provinz erstellt, nicht für einen einzelnen Dialekt. Die Neumark reichte weit in das Gebiet hinein, wurde aber später teilweise der Provinz Pommern zugeordnet. Das Gebiet stand bis 1713 unter fremdsprachiger Herrschaft, so dass sich die hochdeutsche Sprache vor allem durch den Einfluss Brandenburg-Preußens in Form von Verwaltung und Schule entwickelte. Das gilt aber nicht für ganz Pommern. Märkisch wird in Teilen des deutschen Vorpommerns und möglicherweise auch der polnischen Woiwodschaft Westpommern gesprochen.
Das Anhaltinische ist eine obersächsische Varietät.
Es ist ein Dialekt, der in Anhalt, einem Gebiet in Sachsen-Anhalt, gesprochen wird. Varianten südlich der Benrather Linie werden eindeutig dem Ostmitteldeutschen zugeordnet.
Die Benrather Linie verlief ungefähr entlang dem Magdeburger Breitengrad. Niederdeutsch wird außerhalb einiger Randgebiete in der Altmark, in der Magdeburger Börde und im Harz in Sachsen-Anhalt praktisch kaum mehr gesprochen.
Das Märkische hat keine Diphthongierung. Es liegt südlich und östlich des Mecklenburgisch-Vorpommerschen. „Brandenburgisch“ wird im Brandenburgisch-Berlinischen Wörterbuch als geographischer Begriff verwendet. Mittelmärkisch wird nördlich des Ostmitteldeutschen im südlichen Brandenburg gesprochen. Es gibt einige charakteristische Formen, z. B. den Artikel „det“ (anstelle des nordmärkischen „dat“) und änger, nordmärkisch anner andere, die es vom Nordmärkischen abgrenzen. Südbrandenburgisch ist ein ostmitteldeutscher Dialekt aus dem südlichen Brandenburg. Im Gegensatz zum Südmärkischen ist es kein Niederdeutsch (d. h. „machen“ statt „maken“). Das frühere Südmärkische war ein niederdeutscher Dialekt, der durch das Nordobersächsisch-Südmärkisch ersetzt wurde.
Allerdings ist das Südmärkische direkt aus den südlichen Formen des Brandenburgischen hervorgegangen, so dass die begrifflichen Grenzen unscharf sind. Das Sprachgebiet der Sorben war in den letzten 200 Jahren nie so homogen, dass es wirklich zu einem Bruch mit dem Südmärkischen gekommen wäre, da einige Sorben als Bilinguale auch Südmärkisch sprachen. Die Integration Berlins ins Mitteldeutsche erfolgte nicht nur durch den kulturellen Austausch entlang der Spree. Die Teile Berlins, die nördlich davon lagen, gehören zum Barnim, östlich der Havel lag man im Havelland. Berlin hatte schon früh einen ungewissen sprachlichen Einfluss. In nördlicher Verlängerung von Berlin lag Pommern mit dem Zentrum Stettin, und nicht Mecklenburg mit dem Zentrum Schwerin.
Aber in mancher Hinsicht (z. B. der Monophthongierung des altgermanischen *ai und *au zu ee und oo) waren Ostniederdeutsch und Ostmitteldeutsch (zufällig oder möglicherweise durch spätere Konvergenz) bereits (in Abweichung vom Standarddeutschen) gleich. Überall in Brandenburg, wo die Breitengrade von Berlin grob verlaufen, wurde im Spätmittelalter tatsächlich Niederdeutsch gesprochen. Das weiß in Brandenburg kaum noch jemand, denn die Stadt Berlin hat massiv ins Umland ausgestrahlt und den echten plattdeutschen Dialekt völlig verdrängt. Die Mehrheit der Brandenburger spricht heute Hochdeutsch, durchsetzt mit Berliner Einflüssen. Als in Berlin kein Plattdeutsch mehr gesprochen wurde, sprach man selbst in Reinickendorf, Schöneberg und Tempelhof nicht mehr Berlinerisch, sondern Niederdeutsch. Der Zuzug flämischer Siedler veränderte den niederdeutschen Dialekt, der bis ins 18. Jahrhundert gesprochen wurde, bis in die Barockzeit hinein. Die allgemeine Umgangssprache war bis dahin ein brandenburgischer Dialekt, der im späten 18. Jahrhundert durch einen überwiegend mitteldeutschen Regiolekt auf obersächsischer Basis ersetzt wurde. Es ist auch klar, dass mit der Aufzeichnung von Umgangssprachen im frühen 19. Jahrhundert rund um Berlin fast durchgängig noch nordniederdeutsch gesprochen wurde. Berlin liegt im Bereich der deutschen Ostsiedlung. Bis zum 12./13. Jahrhundert lebten hier fast nur Slawen. Diese wurde von deutschen Siedlern aus dem Westen besiedelt (Berlin wird 1237 urkundlich erwähnt). Im brandenburgischen Raum waren einige der Siedler jedoch Flamen, die niederländisch sprachen. Daher zum Beispiel der Name der Hügelkette „Fläming“, eine ganze Region.
Der Einwanderungsprozess war im 13. Jahrhundert weitgehend abgeschlossen. Die Entwicklung zum Mitteldeutschen, aus dem der Berliner Dialekt hervorging, fand viele Jahrhunderte später statt und hat nichts mit den Einwanderern aus Flandern zu tun.
Die bisherige Umgangssprache wurde kaum aufgeschrieben, da sie meist von Analphabeten gesprochen wurde. Auch die Alphabetisierten sprachen die Sprache, schrieben sie aber nur sehr selten. Dieser Dialekt wurde kaum aufgeschrieben.
Der Wenker-Atlas gibt Auskunft über das Niederdeutsch von Köpenick um 1880. Die Wenker-Karten zeigen eine sehr uneinheitliche Sprache. Niederdeutsche stehen neben hochdeutschen Formen. Natürlich ist es trotzdem möglich, dass ein junger Mensch in den 1920er Jahren viele echte märkische Sprecher erlebt hat. Es kommt wirklich auf das persönliche Umfeld an. Laut Wenkeratlas gab es 1880 noch relativ zentrumsnahe Orte, in denen märkische (d. h. niederdeutsche) Merkmale dominierten. Der Trichter, der Berlin mit den südlichen mitteldeutschen Dialekten verbindet, verlief aber eindeutig entlang der Spree und Dahme und nicht über Potsdam. Zu dieser Zeit wurde in Potsdam noch märkisch gesprochen. Das Märkische im Allgemeinen hatte zu dieser Zeit bereits einige Formen des Hochdeutschen angenommen, aber ein deutlich sichtbarer Rückgang mit einer starken Vermischung niederdeutscher und mitteldeutscher Formen war nur in der unmittelbaren Umgebung Berlins und im Trichter entlang der Spree und Dahme zu beobachten. Berlin war eine hochdeutsche Sprachinsel. Später ist das Niederdeutsche auch aus dem größten Teil Brandenburgs verschwunden.

#### Regiolekte auf Substrat des Märkischen
In Brandenburg sagen viele junge Leute, dass sie Dialekt sprechen, während die Älteren dies verneinen. Das liegt daran, dass die Älteren unter Dialekt das alte brandenburgische Plattdeutsch verstehen. Die Jüngeren wissen das gar nicht mehr und verstehen unter Dialekt das weit verbreitete Berlinisch. Ähnliches gibt es auch in anderen Gebieten. Der Hauptunterschied zwischen Berlin und Brandenburg besteht in der stärkeren Verwendung der hochdeutschen Grammatik im Berliner Regiolekt, was allerdings durch das Überschwappen des Brandenburger Regiolekts nach Berlin (Zuwanderer, Pendler) relativiert wird, so dass der Eindruck eines einheitlichen Berlin-Brandenburger Regiolekts entsteht. Das Eberswalder Kanaldeutsch ist möglicherweise die Eberswalder Form des Berlinischen. Es unterscheidet sich nicht grundlegend von anderen regionalen Formen (es gibt ein paar Besonderheiten, z. B. Butte für „Tetrapak“). Das Eberswalder Kanaldeutsch hat sich im späten 19. Jahrhundert entwickelt. Zu dieser Zeit wurde der Berliner Dialekt nur in städtischen Gebieten gesprochen.
Berlinisch ist eine umgangssprachliche Form mit Dialekteinflüssen, brandenburgische Dialekte sind nicht eine oder zwei umgangssprachliche Varietäten. Da sich die sächsische Kanzleisprache im 16. Jahrhundert entwickelt hat, findet der Wechsel irgendwann dazwischen statt – das Berlinische ist ein ausgleichender Regiolekt dieser beiden Teile. Der Druck durch die niederländische Sprache war wohl eher gering, die einwandernden Hugenotten und die Zuwanderung aus Schlesien haben mehr Bedeutung. Das Kölsche und das Berlinerische haben gewisse Gemeinsamkeiten, nicht weil sie beide Varietäten je einer Metropole sind, sondern weil beide der Benrather Linie nahe liegen und Gemeinsamkeiten mit dem Niederdeutschen haben. Und bei dem Wort für „was“ gab es auch keine endgültige Verfestigung von „s“ zu „t“, sondern ganz im Gegenteil im Süden eine hochdeutsche Lautverschiebung, die zum Standard wurde.
Mit der ab 1300 einsetzenden und ab etwa 1500 zunehmenden Zuwanderung, auch aus dem zum Heiligen Römischen Reich gehörenden Flandern, kommt es zu zunehmenden Veränderungen des in Berlin gesprochenen Märkischen bis hin zu seiner weitgehenden Aufgabe als Umgangssprache. So entstand ein eigener Metrolekt des Standarddeutschen. Um 1600 gab es nur 10.000 gemeldete Einwohner, um 1700 wurde die Wohnbevölkerung auf 50.000 geschätzt. Berlin war nicht das einzige regionale Zentrum, die Städte Potsdam, Brandenburg, Spandau und Köpenick waren in der Mark Brandenburg und vor der Bildung Brandenburg-Preußens auch regional von Bedeutung. Mit dem Wiederaufbau und der Zentralisierung Preußens nach dem Dreißigjährigen Krieg änderte sich das, und schon damals war Potsdam eine der Residenzstädte – erst 1701 wurde Berlin zur Residenzstadt des entstehenden Königreichs Preußen. Flämische Menschen haben den Berliner Dialekt kaum in Richtung Mitteldeutsch beeinflusst.
Die Ausbreitung nach Brandenburg ist eine Entwicklung des 20. Jahrhunderts und meist nicht auf die modernen Medien zurückzuführen. Berliner Formen, die vom Standarddeutschen abweichen, stammen nicht unbedingt aus dem Niederdeutschen. Die meisten von ihnen können durchaus obersächsischen Ursprungs sein. Appel, Kopp, kleen, keene, Beene, nee, Ooghen wird auch auf Obersächsisch gesagt. Das, was heute als „Sächsisch“ bezeichnet wird, ist dem Hochdeutschen sehr ähnlich und wird daher verwässert, Das ursprüngliche Ostmitteldeutsch unterscheidet sich in vielen Punkten deutlich von der Schriftsprache. Wörter wie weeß, koofen/loofen oder uff sind keineswegs plattdeutsch, denn dort heißt es weet, koopen/loopen und up oder op. Nur Wörter wie doof, Schnute und natürlich ick, wat/dat/dit/it/allet sind eindeutig dem Niederdeutschen entnommen. Diese können nicht aus dem Obersächsischen stammen. Die Zuwanderung aus Sachsen nach Berlin hat erst nach 1949 zugenommen, davor erfolgte die Zuwanderung aus den damaligen preußischen Provinzen im Osten, wie Posen und Schlesien, sowie der Lausitz, alles große ostmitteldeutsche Sprachgebiete, die der Grund für solche Begriffe sein können. Aber es gibt auch die Entwicklung des g (zumindest teilweise) im Obersächsischen. Der Berliner Dialekt ist aber nicht im Wesentlichen ein obersächsischer Regiolekt. Seine niederdeutschen Züge sind durch das brandenburgische Substrat und möglicherweise spätere Entlehnungen in den Dialekt gelangt. Allerdings sind diese niederdeutschen Merkmale nicht so stark ausgeprägt, wie es jemandem, der nicht dialektologisch gebildet ist, erscheinen mag. Es ist aber so, dass man, wenn man sich eine Probe eines brandenburgischen Dialekts ansieht, die analoge Struktur des Berlinischen sofort erkennt. Das Berlinische als Dialekt im engeren Sinne dürfte im 19. oder spätestens zu Beginn des 20. Jahrhunderts ausgestorben sein.
Es gibt den Vergleich mit einer gespickten Zwiebel. In das „Alte Berlin“ von 1815, und damit je zur Hälfte in das Nord- und Mittelmärkische. Dann folgen Lausitzisch, Osterländisch, Anhaltinisch und weiteres Niederdeutsch, das nichts mit Hamburg und Bremen zu tun hat, sondern mit Stettin und Rostock. Und dann sind da noch die Minderheiten Hugenotten, Juden, Böhmen, Flamen, die zum Teil schon vor mehreren Jahrhunderten die Sprache bereichert haben, aber nicht nur in Berlin, sondern auch in Potsdam, Köpenick und Oranienburg, weshalb das Märkische nicht mehr rein niederdeutsch war, als es um 1900 schriftlich untersucht wurde. Nach 1945 gab es sowohl in Ost- als auch in West-Berlin eine massive Wanderungsbewegung. Es ist besser, die Einflüsse nebeneinander zu stellen und nicht einzelne Thesen herauszuheben. Die sächsische Zuwanderung dauert schon seit Jahrhunderten an, das Mitteldeutsche war in Berlin schon im 18. Jahrhundert fest etabliert und war anfangs (zumindest in der Unterschicht) wohl eine Art Missingsch, also möglicherweise eine Sprachform, die strukturell niederdeutsch war, in der die Sprecher einfach Wort für Wort mit mitteldeutschen Äquivalenten austauschten, wenn möglich. Deshalb sind sich Magdeburgisch und Ruhrdeutsch in vielerlei Hinsicht ähnlich: Sie sind auf dieselbe Weise entstanden, nur etwas später. Niederdeutscher Einfluss auf das Standarddeutsche bedeutet: In den mittel- und oberdeutschen Dialekten werden p und b (vor allem am Wortanfang und im Auslaut) nicht unterschieden, sondern bilden ein Phonem /p/ (unaspiriert, daher meist als b gehört). Im Niederdeutschen hingegen gibt es zwei klar getrennte Phoneme /b/ und /pʰ/, so dass ihre Sprecher das geschriebene b und p mit ihnen identifizierten, obwohl dies bei Wörtern wie Pilz oder Polster (diese haben etymologisch *b, werden aber unter oberdeutschem Einfluss mit p geschrieben) sowie bei vielen Familien- und vor allem Ortsnamen mit p aus dem oberdeutschen Sprachraum (z. B. Pichler neben Bichler, Pauer neben Bauer, Perg neben Berg) historisch gar nicht begründet ist.
Weit verbreitet in Mittel- und Oberdeutschland ist auch die Abrundung der Umlaute ö, ü, äu und eu, ebenso wie der Verlust vieler unbetonter Vokale (meist als Schwa, e geschrieben). Beides kommt im Niederdeutschen in der Regel nicht vor, weshalb Unrundungen und Vokalausfälle in der Schriftsprache vermieden werden – es sei denn, sie kommen bereits in der Schriftform eines Wortes vor (Pilz ist bulz).
Eine Aussprache wie mied, gnau, Subb, Bill für müde, genau, Suppe, Pille war im 19. Jahrhundert üblich – natürlich auch, weil viele Menschen einen Dialekt sprachen. Auch die Zwischenstellung in der Vergangenheitsform – im Oberdeutschen weitgehend verschwunden (im 19. Jahrhundert auch im Mitteldeutschen nach Norden zurückweichend), im Niederdeutschen noch lebendig, also auch in der Standardsprache erhalten. Und wenn Norddeutsche Alte sagen, merken sie wahrscheinlich gar nicht, dass es einen „Saxonismus“ (hier nicht ganz auf Niederdeutsch = Niedersächsisch bezogen) gibt, vor allem bei der Aussprache mit /v/, die Süddeutsche gar nicht kennen. Es ist plausibler, dass die mitteldeutschen Beiträge hauptsächlich durch Handel/Transit und nicht durch Migration wie andere Einflüsse hierher gebracht wurden. Dies würde die beobachtete Ausbreitung der Sprache erklären – insbesondere ihre allmähliche Durchsetzung als Erstsprache und nicht nur als Zweitsprache, Lingua francas sind meist Zweitsprachen. Die Menschen zogen das Ostmitteldeutsche dem Ostniederdeutschen als multidialektale Lingua franca vor, und zwar gerade wegen seines Prestiges. Die meisten der Einwanderer sprachen keine mitteldeutschen Dialekte. Aber genau das spricht für Sachsen und Meißen im Besonderen als wichtigster Faktor. Wenn es eine ostmitteldeutsche Verkehrssprache gab, dann basierte sie auf Meißen und nicht auf einer Lausitzer oder schlesischen Grundlage. Verkehrssprachen verbreiten sich aus städtischen Zentren oder dicht besiedelten Regionen und nicht aus der Peripherie. Thüringen-Sachsen war Jahrhunderte vor der Gründung Berlins dank der Via Regia ein relativ dicht besiedeltes Gebiet mit vielen Dialekten. Die Überformung durch das Standarddeutsche bezog auch die sächsische Kanzleisprache als Quelle mit ein, und die war hauptsächlich meißnischer Art. Ein Grund dafür ist die Gründung Berlins – es war der günstigste Übergang über die Spree, die hier zusammen mit den sumpfigen Gebieten des Warschau-Berliner Urstromtals zwischen Oder und Elbe eine natürliche Barriere darstellt. In Berlin kreuzte die Via Imperii die nördliche Handelsroute Paris – Moskau bzw. Aachen – Königsberg. Ebenso gehört Berlin, unabhängig vom niederdeutschen Sprachraum, zur Zone des Diminutivsuffixes -ken, die sich von Holland bis nach Pommern erstreckt, während in Mecklenburg -ing dominiert, und in Nordsachsen -chen, während es in Südsachsen und Schlesien -la war. Begriffe wie „nichts“. werden in Berlin als „nüscht“ gesprochen, das sich von Magdeburg bis Posen/Pommern erstreckte, während es südlich davon „nischt“ und nördlich davon „nix“ heißt. Bauchschmerzen in Berlin und Schlesien, Bauchkneipen und Bauchwieh im Süden. Interessant ist z. B., dass das Wort „kleen“ sicherlich mitteldeutschen Ursprungs ist, aber das normale Wort für Berlin ist „klein“, das auch in Lausitz, Pommern und Posen verwendet wurde. Eine ähnliche Verteilung findet sich bei hübsch für „schön“. Sachsen war hier der zentrale Einflussfaktor, einfach weil der Meißner Dialekt zur fraglichen Zeit der Prestigedialekt war und nicht der der Schlesier oder Lausitzer – was sich allenfalls unterstützend auf die ostmitteldeutsche Münzprägung ausgewirkt haben kann –, aber mir ging es nur darum, dass man nicht automatisch davon ausgeht, ick koof/krich zwei Äpfel, jedes Wort ist niederdeutsch. Ik koop/krich twee Appels, ist Niederdeutsch, ich koof/krich zwee Äppel ist Ostmitteldeutsch, nur ein Wort ist eindeutig Niederdeutsch.
Es ist wahrscheinlich, dass sich das Mitteldeutsche hauptsächlich durch den Handel in der Stadt und nicht unbedingt durch Migration verbreitet hat. Würde die beobachtete Ausbreitung der Sprache – insbesondere ihre allmähliche Durchsetzung als Erstsprache und nicht nur als Zweitsprache, schließlich sind Handelssprachen nur Zweitsprachen – das Verständnis erleichtern. Vielleicht war es einfach die Dialektverwirrung durch die Zuwanderung aus aller Welt und die Tatsache, dass man das Ostmitteldeutsche dem Ostniederdeutschen als multidialektale Verkehrssprache vorzog, gerade wegen seines Prestiges. Und weil die meisten Zuwanderer mitteldeutsche Dialekte sprachen. Aber genau das ist es, was für Sachsen und Meißen im Besonderen als wichtigster Faktor spricht. Dort war ostmitteldeutsche Verkehrssprache, sie basierte auf Meißen und nicht auf einer Lausitzer oder schlesischen Basis. Viele Abweichungen in der Lautbildung sind vom Niederdeutschen beeinflusst. Jahrhunderte vor der Gründung Berlins war Thüringen-Sachsen dank der Via Regia eine relativ dicht besiedelte Region mit vielen Dialekten. Berlin wurde als günstigster Übergang über die Spree gegründet, die hier zusammen mit den sumpfigen Gebieten des Warschau-Berliner Urstromtals zwischen Oder und Elbe eine natürliche Barriere darstellt. In Berlin kreuzte die Via Imperii die nördliche Handelsroute Paris – Moskau bzw. Aachen – Königsberg. Diese Straße verläuft sehr nahe an der Sprachgrenze zwischen Nieder- und Mitteldeutsch, der sogenannten Benrather Linie. Die Vermischung der beiden Sprachen entlang dieser Handelsroute ist wohl nicht zu leugnen. Berlin stand in engem Kontakt mit Hannover, Mecklenburg, Pommern, Posen, Schlesien und Thüringen, nicht nur mit Sachsen. In der DDR war der Versuch der sächsischen Wissenschaftler, Künstler, Journalisten und Politiker, Sachsen auf Kosten anderer Gebiete größer und wichtiger zu machen, auch eng mit der Stadt Dresden verbunden, die oft nur als zweitwichtigste sächsische Stadt nach Leipzig angesehen wurde. Allerdings gibt es einen Einfluss des Niederdeutschen (genauer gesagt seiner Lautstruktur/Phonotaktik): die Ersetzung des z (d. h. [ts]) am Wortanfang durch ß (d. h. [s]), da das [ts] am Wortanfang, wie auch das [pf], dem Niederdeutschen fremd ist. Dies ist natürlich subtiler als nicht verschobene Formen (wie übrigens auch das Suffix -ken; Steppke als Ganzes ist niederdeutschen Ursprungs). Die Pluralformen, die auf -s enden, sind natürlich niederdeutschen Ursprungs, ebenso wie der Berliner Akkusativ (obwohl es den Akkusativ auch in obersächsischen Dialekten zu geben scheint). Es bestand eine gewisse geografische Nähe zur Lausitz und Schlesien, das Berlin durch den Transit immer direkt berührt hat. Dort befinden sich sowohl die Quellgebiete von Spree und Neiße als auch die Flussläufe von Oder und Warthe, wobei diese zusammen mit der Spree die Isoglossengrenze östlich von Berlin bildeten. Heute kennt kaum noch jemand diese Sprache und ihre Regeln. Die Ähnlichkeiten und Überschneidungen sind ebenso verständlich, dass im Bundesland Sachsen östlich von Dresden kein Sächsisch mehr gesprochen wird oder wurde. Nicht nur preußisch-brandenburgische Besitzungen wie Görlitz, sondern auch Bautzen und Zittau sprachen Lausitzisch.

### Übergangsgebiete
Es gab ein Übergangsgebiet zwischen Ostfälisch und Märkisch um Magdeburg. Ein Übergangsdialekt zwischen Mecklenburgisch-Vorpommersch und Mittelpommersch wurde um Neubrandenburg gesprochen. Es gab ein niederdeutschsprachiges Übergangsgebiet zwischen Nordobersächsisch/Südmärkisch und Brandenburgisch um Storkow, Brandenburg. Ein weiteres, allerdings hochdeutschsprachiges Übergangsgebiet zwischen Nordobersächsisch/Südmärkisch und Brandenburgisch gab es um Frankfurt (Oder). Es gibt bzw. gab ein kleines Übergangsgebiet von Mecklenburgisch-Vorpommersch und Brandenburgisch. Ein Übergangsgebiet von Nordniedersächsisch und Mecklenburgisch-Vorpommersch umfasst bzw. umfasste Teile von Lübeck. Ein Übergangsdialektgebiet von Märkisch und Mecklenburgisch-Vorpommersch umfasst bzw. umfasste Dannenberg (Elbe). Ein Übergangsdialektgebiet von Nordniedersächsisch und Mecklenburgisch-Vorpommersch umfasst bzw. umfasste Lüneburg. Es gibt bzw. gab ein Dialektgebiet im Übergang zum Ostfälischen, das Wunstorf umfasst. Nördlich von Celle gibt oder gab es ein Übergangsgebiet zum Ostfälischen. Ein Übergangsdialektgebiet des Ostfälischen und Märkischen befindet oder befand sich nördlich von Wolfsburg. Ein weiteres Übergangsdialektgebiet des Mittelpommerschen und Ostpommerschen etwa von Wolin (Stadt) und Stettin bis etwa zur Grenze der ehemaligen Provinz Posen existierte früher. Früher gab es ein Übergangsgebiet zwischen dem Mittelpommerschen und dem Märkischen, einschließlich Schwedt, Zu einem Übergangsgebiet zwischen dem ostpommerschen und dem niederpreußischen Dialekt gehörten Orte wie Bytów (Bütow), Lębork (Lauenburg), Bydgoszcz (Bromberg), Toruń (Thorn) und Przechówko (Przechowken). Innerhalb des jeweiligen Gebietes des Nordniedersächsischen, Ostpommerschen, Märkischen und des Übergangsgebietes des Ostpommerschen und Niederpreußischen gab es jeweils eine Sprachinsel, nämlich Saterland, Wilhelmine-Coccejendorf (Wilkowice, Westpommersche Woiwodschaft und Radosław Sławieński), Berlin und um Chełmża. Das Mittelpommersche hatte in seinem Gebiet die Sprachinseln Viereck und Hoppenwalde.